# Градска општина Ла Магдалена Контрерас
Ла Магдалена Контрерас (шп. La Magdalena Contreras) је градска општина града Мексика у Мексику. Општина се налази на надморској висини од 2365 м.

## Становништво
Према подацима из 2010. у општини је живело 239086 становника.

### Хронологија
| Година       | 2000                     | 2005                     | 2010                     |
| ------------ | ------------------------ | ------------------------ | ------------------------ |
| Становништво | 222050 (106469 / 115581) | 228927 (109649 / 119278) | 239086 (114492 / 124594) |

### Попис
| \| \| м \| \| \| ж \| \| 0—2 \| 5.287 \| \| \| 5.284 \| \| 3—5 \| 5.935 \| \| \| 5.662 \| \| 6—11 \| 12.116 \| \| \| 11.793 \| \| 12—14 \| 5.980 \| \| \| 5.744 \| \| 15—17 \| 6.186 \| \| \| 6.044 \| \| 18—24 \| 14.323 \| \| \| 14.828 \| \| 60+ \| 10.412 \| \| \| 13.868 \| \| Просек : \| 30,7 \| \| \| 32,3 \| |        |  |  |        |
| |        |  |  |        |
| | м      |  |  | ж      |
| 0—2 | 5.287  |  |  | 5.284  |
| 3—5 | 5.935  |  |  | 5.662  |
| 6—11 | 12.116 |  |  | 11.793 |
| 12—14 | 5.980  |  |  | 5.744  |
| 15—17 | 6.186  |  |  | 6.044  |
| 18—24 | 14.323 |  |  | 14.828 |
| 60+ | 10.412 |  |  | 13.868 |
| Просек : | 30,7   |  |  | 32,3   |

| #   | Индикатор                                                                                        | Вредност |
| --- | ------------------------------------------------------------------------------------------------ | -------- |
| 1   | Становништво од 0 до 2 године                                                                    | 10571    |
| 2   | Мушко становништво од 0 до 2 године                                                              | 5287     |
| 3   | Женско становништво од 0 до 2 године                                                             | 5284     |
| 4   | Становништво са 3 и више година                                                                  | 226805   |
| 5   | Мушко становништво са 3 и више година                                                            | 108356   |
| 6   | Женско становништво са 3 и више година                                                           | 118449   |
| 7   | Становништво са 5 и више година                                                                  | 219043   |
| 8   | Мушко становништво са 5 и више година                                                            | 104411   |
| 9   | Женско становништво са 5 и више година                                                           | 114632   |
| 10  | Становништво са 12 и више година                                                                 | 191299   |
| 11  | Мушко становништво са 12 и више година                                                           | 90305    |
| 12  | Женско становништво са 12 и више година                                                          | 100994   |
| 13  | Становништво са 15 и више година                                                                 | 179575   |
| 14  | Мушко становништво са 15 и више година                                                           | 84325    |
| 15  | Женско становништво са 15 и више година                                                          | 95250    |
| 16  | Становништво са 18 и више година                                                                 | 167345   |
| 17  | Мушко становништво са 18 и више година                                                           | 78139    |
| 18  | Женско становништво са 18 и више година                                                          | 89206    |
| 19  | Становништво од 3 до 5 година                                                                    | 11597    |
| 20  | Мушко становништво од 3 до 5 година                                                              | 5935     |
| 21  | Женско становништво од 3 до 5 година                                                             | 5662     |
| 22  | Становништво од 6 до 11 година                                                                   | 23909    |
| 23  | Мушко становништво од 6 до 11 година                                                             | 12116    |
| 24  | Женско становништво од 6 до 11 година                                                            | 11793    |
| 25  | Становништво од 8 до 14 година                                                                   | 27780    |
| 26  | Мушко становништво од 8 до 14 година                                                             | 14124    |
| 27  | Женско становништво од 8 до 14 година                                                            | 13656    |
| 28  | Становништво од 12 до 14 година                                                                  | 11724    |
| 29  | Мушко становништво од 12 до 14 година                                                            | 5980     |
| 30  | Женско становништво од 12 до 14 година                                                           | 5744     |
| 31  | Становништво од 15 до 17 година                                                                  | 12230    |
| 32  | Мушко становништво од 15 до 17 година                                                            | 6186     |
| 33  | Женско становништво од 15 до 17 година                                                           | 6044     |
| 34  | Становништво од 18 до 24 године                                                                  | 29151    |
| 35  | Мушко становништво од 18 до 24 године                                                            | 14323    |
| 36  | Женско становништво од 18 до 24 године                                                           | 14828    |
| 37  | Женско становништво од 15 до 49 година                                                           | 68774    |
| 38  | Становништво са 60 и више година                                                                 | 24280    |
| 39  | Мушко становништво са 60 и више година                                                           | 10412    |
| 40  | Женско становништво са 60 и више година                                                          | 13868    |
| 41  | Однос између мушкараца и жена                                                                    | 91.89    |
| 42  | Становништво од нуле до 14 година                                                                | 57801    |
| 43  | Становништво од 15 до 64 године                                                                  | 163154   |
| 44  | Становништво од 65 година и више                                                                 | 16421    |
| 45  | Просечан број деце                                                                               | 1.95     |
| 46  | Становништво рођено у ентитету                                                                   | 196304   |
| 47  | Мушко становништво рођено у ентитету                                                             | 96074    |
| 48  | Женско становништво рођено у ентитету                                                            | 100230   |
| 49  | Становништво рођено у другом ентитету                                                            | 38006    |
| 50  | Мушко становништво рођено у другом ентитету                                                      | 16168    |
| 51  | Женско становништво рођено у другом ентитету                                                     | 21838    |
| 52  | Становништво од 5 година и више резидентно у ентитету у јуну 2005. године                        | 211867   |
| 53  | Мушко становништво старосног доба од 5 година и више, резидентно у ентитету у јуну 2005. године  | 101208   |
| 54  | Женско становништво старосног доба од 5 и више година, резидентно у ентитету у јуну 2005. године | 110659   |
| 55  | Становништво од 5 година и више које је живело у другом ентитету у јуну 2005. године             | 4240     |
| 56  | Мушко становништво старије од 5 година које је живело у другом ентитету у јуну 2005. године      | 1776     |
| 57  | Женско становништво старије од 5 година које је живело у другом ентитету у јуну 2005. године     | 2464     |
| 58  | Становништво од 3 године и више које говори аутохтони језик                                      | 2816     |
| 59  | Мушко становништво старо 3 године и више које говори аутохтони језик                             | 1173     |
| 60  | Женско становништво старо 3 године и више које говори аутохтони језик                            | 1643     |
| 61  | Становништво од 3 године и више које говори аутохтони језик и не говори шпански језик            | 15       |
| 62  | Мушко становништво старо 3 године и више које говори аутохтони језик и не говори шпански         | 3        |
| 63  | Женско становништво старо 3 године и више које говори аутохтони језик и не говори шпански језик  | 12       |
| 64  | Становништво старо 3 године и више које говори аутохтони језик и шпански                         | 2335     |
| 65  | Мушко становништво старо 3 године и више које говори аутохтони језик и шпански                   | 952      |
| 66  | Женско становништво старо 3 године и више које говори аутохтони језик и шпански                  | 1383     |
| 67  | Становништво од 5 година и више које говори аутохтони језик                                      | 2802     |
| 68  | Становништво од 5 година и више које говори аутохтони језик и не говори шпански језик            | 15       |
| 69  | Становништво од 5 година и више које говори аутохтони језик и говори шпански језик               | 2328     |
| 70  | Становништво у домородачким домаћинствима                                                        | 5974     |
| 71  | Становништво са ограничењима у активностима                                                      | 8721     |
| 72  | Становништво са ограниченим ходањем или кретањем, горе или доле                                  | 4718     |
| 73  | Становници са ограничењима вида, чак и уз кориштење сочива                                       | 2268     |
| 74  | Становништво са ограничењима говора, комуникације или конверзације                               | 735      |
| 75  | Становништво са ограниченим слухом                                                               | 1148     |
| 76  | Становништво са ограничењима при одевању, купању или јелу                                        | 573      |
| 77  | Становништво са ограничењима у опажању или учењу једноставних ствари                             | 517      |
| 78  | Становништво са менталним ограничењима                                                           | 1052     |
| 79  | Становништво без ограничења активности                                                           | 226636   |
| 80  | Становништво од 3 до 5 година које не похађа школу                                               | 4283     |
| 81  | Мушко становништво од 3 до 5 година које не похађа школу                                         | 2202     |
| 82  | Женско становништво од 3 до 5 година које не похађа школу                                        | 2081     |
| 83  | Становништво од 6 до 11 година које не похађа школу                                              | 471      |
| 84  | Мушко становништво од 6 до 11 година које не похађа школу                                        | 227      |
| 85  | Женско становништво од 6 до 11 година које не похађа школу                                       | 244      |
| 86  | Становништво од 12 до 14 година које не похађа школу                                             | 582      |
| 87  | Мушко становништво од 12 до 14 година које не похађа школу                                       | 353      |
| 88  | Женско становништво од 12 до 14 година које не похађа школу                                      | 229      |
| 89  | Становништво од 15 до 17 година похађа школу                                                     | 9141     |
| 90  | Мушко становништво од 15 до 17 година похађа школу                                               | 4525     |
| 91  | Женско становништво између 15 и 17 година живота у школи                                         | 4616     |
| 92  | Становништво од 18 до 24 године похађа школу                                                     | 11186    |
| 93  | Мушко становништво од 18 до 24 године похађа школу                                               | 5730     |
| 94  | Женско становништво од 18 до 24 године похађа школу                                              | 5456     |
| 95  | Становништво од 8 до 14 година које не може да чита и пише                                       | 439      |
| 96  | Мушко становништво старосног доба од 8 до 14 година које не може да чита и пише                  | 260      |
| 97  | Женско становништво старосног доби од 8 до 14 година које не може да чита и пише                 | 179      |
| 98  | Становништво од 15 година и више које је неписмено                                               | 4671     |
| 99  | Мушко становништво од 15 година и више које је неписмено                                         | 1419     |
| 100 | Женско становништво од 15 година и више које је неписмено                                        | 3252     |
| 101 | Становништво старо 15 и више година без школовања                                                | 7915     |
| 102 | Мушко становништво старо 15 и више година без школовања                                          | 2868     |
| 103 | Женско становништво старо 15 и више година без школовања                                         | 5047     |
| 104 | Становништво старосног доба 15 и више година са непотпуним основним образовањем                  | 12030    |
| 105 | Мушко становништво старосног доба од 15 година и више са непотпуном основним образовањем         | 4840     |
| 106 | Женско становништво старосног доба 15 и више година са непотпуном основним образовањем           | 7190     |
| 107 | Становништво старо 15 и више година са комплетним основним образовањем                           | 23779    |
| 108 | Мушко становништво старо 15 година и више са комплетним основним образовањем                     | 10514    |
| 109 | Женско становништво старо 15 и више година са комплетним основним образовањем                    | 13265    |
| 110 | Становништво старосног доба 15 и више година са непотпуним средњим образовањем                   | 9850     |
| 111 | Мушко становништво старосног доба од 15 година и више са непотпуним средњим образовањем          | 5524     |
| 112 | Женско становништво старосног доба од 15 година и више са непотпуним средњим образовањем         | 4326     |
| 113 | Становништво старо 15 и више година са пуним секундарном образовањем                             | 40037    |
| 114 | Мушко становништво старосног доба од 15 година и више са пуним секундарном образовањем           | 19913    |
| 115 | Женско становништво старосног доба од 15 година и више са пуним секундарном образовањем          | 20124    |
| 116 | Становништво старије од 18 година са постосновним образовањем                                    | 79124    |
| 117 | Мушко становништво старије од 18 година са постосновним образовањем                              | 37879    |
| 118 | Женско становништво старије од 18 година са постосновним образовањем                             | 41245    |
| 119 | Просечна оцена школовања                                                                         | 9.93     |
| 120 | Просечан ниво образовања мушке популације                                                        | 10.16    |
| 121 | Просечан ниво образовања женског становништва                                                    | 9.74     |
| 122 | Економски активно становништво                                                                   | 108000   |
| 123 | Економски активна мушка популација                                                               | 64358    |
| 124 | Економски активна женска популација                                                              | 43642    |
| 125 | Становништво које није економски активно                                                         | 81569    |
| 126 | Мушко становништво које није економски активно                                                   | 25152    |
| 127 | Женско становништво које није економски активно                                                  | 56417    |
| 128 | Запослено становништво                                                                           | 102985   |
| 129 | Запослено мушко становништво                                                                     | 60758    |
| 130 | Запослено женско становништво                                                                    | 42227    |
| 131 | Незапослена популација                                                                           | 5015     |
| 132 | Незапослена мушка популација                                                                     | 3600     |
| 133 | Незапослена женска популација                                                                    | 1415     |
| 134 | Становништво без права на здравствене услуге                                                     | 79162    |
| 135 | Становништво које има право на здравствене услуге                                                | 156569   |
| 136 | Становништво које има право на ИМСС                                                              | 83133    |
| 137 | Становништво које има право на социјално осигурање                                               | 27391    |
| 138 | Становништво које има право на државно социјално осигурање                                       | 247      |
| 139 | Становништво које има право на опште осигурање или здравствено осигурање за нову генерацију      | 26833    |
| 140 | Становништво које је било једном или није било у браку током 12 година и више                    | 68187    |
| 141 | Венчано или уједињено становништво од 12 година и више                                           | 99295    |
| 142 | Становништво које је било у браку или уједињено 12 година и више                                 | 22447    |
| 143 | Становништво са католичком религијом                                                             | 207068   |
| 144 | Протестанти, еванђелисти и библијски следбеници различити од еванђелиста                         | 12039    |
| 145 | Становништво са другим религијама различитим од претходних                                       | 943      |
| 146 | Становништво без религије                                                                        | 11548    |
| 147 | Укупно пописаних домаћинства                                                                     | 62703    |
| 148 | Пописна домаћинства на челу са мушкарцима                                                        | 45224    |
| 149 | Пописна домаћинства на челу са женама                                                            | 17479    |
| 150 | Становништво у пописним домаћинствима                                                            | 237059   |
| 151 | Становништво у пописним домаћинствима на челу са мушкарцима                                      | 179787   |
| 152 | Становништво у пописним домаћинствима на челу са женама                                          | 57272    |
| 153 | Укупно домаћинстава                                                                              | 67510    |
| 154 | Укупно насељених домаћинстава                                                                    | 63267    |
| 155 | Укупно приватних кућа                                                                            | 66946    |
| 156 | Насељени приватни домови                                                                         | 62703    |
| 157 | Укупно насељених приватних кућа                                                                  | 63255    |
| 158 | Ненасељене приватне куће                                                                         | 3069     |
| 159 | Појединачна домаћинства за привремену употребу                                                   | 1174     |
| 160 | Становници у насељеним приватним кућама                                                          | 237059   |
| 161 | Насељеност станара у приватним становима                                                         | 3.78     |
| 162 | Просечно становника по соби у приватним насељеним домаћинствима                                  | 0.92     |
| 163 | Појединачна домаћинства са подовима од различитих материјала од земље                            | 61364    |
| 164 | Појединачна домаћинства у приземљу                                                               | 888      |
| 165 | Појединачна домаћинства са једном спаваћом собом                                                 | 21375    |
| 166 | Појединачна домаћинства са две спаваће собе и више                                               | 40960    |
| 167 | Појединачна домаћинства са једним собом                                                          | 4833     |
| 168 | Појединачна домаћинства са две собе                                                              | 10182    |
| 169 | Појединачна домаћинства са 3 собе и више                                                         | 47155    |
| 170 | Појединачна домаћинства која имају електрично светло                                             | 62327    |
| 171 | Појединачна домаћинства која немају електрично светло                                            | 69       |
| 172 | Појединачна домаћинства која имају водоводну воду у стамбеном простору                           | 59527    |
| 173 | Појединачна домаћинства која немају водоводну воду у стамбеном простору                          | 2804     |
| 174 | Појединачна домаћинства која имају тоалет                                                        | 62023    |
| 175 | Појединачна домаћинства која имају канализацију                                                  | 62102    |
| 176 | Појединачна домаћинства која немају канализацију                                                 | 195      |
| 177 | Појединачна домаћинства која имају електрично светло, довод воде из јавне мреже и канализацију   | 59241    |
| 178 | Појединачна домаћинства без икаквих услова                                                       | 160      |
| 179 | Појединачна домаћинства која имају радио                                                         | 58258    |
| 180 | Појединачна домаћинства која имају телевизор                                                     | 61358    |
| 181 | Појединачна домаћинства која имају фрижидер                                                      | 55577    |
| 182 | Појединачна домаћинства која имају машину за веш                                                 | 48266    |
| 183 | Појединачна домаћинства која имају аутомобил или комби                                           | 28601    |
| 184 | Појединачна домаћинства која имају рачунар                                                       | 28507    |
| 185 | Појединачна домаћинства која имају фиксну телефонску линију                                      | 44163    |
| 186 | Појединачна домаћинства која имају мобилни телефон                                               | 46303    |
| 187 | Појединачна домаћинства која имају приступ интернету                                             | 22543    |